# Порозност
Порозност је неименована мера неиспуњености материјала. Помоћу ње се спознаје величина простора без садржаја чврстих честица, дакле пора и шупљина, у материјалу и може имати вредности од 0 до 1, односно процентуално од 0–100%. Термин порозност је у употреби у производњи, геонаукама и грађевинарству.
Порозност се дефинише као количински однос запремине пора и укупне запремине тла:
{\displaystyle n={\frac {V_{V}}{V}}}
где је:
n - порозност
Vv - запремина пора
V - укупна запремина